# Hampton (South Carolina)
Hampton is een plaats (town) in de Amerikaanse staat South Carolina, en valt bestuurlijk gezien onder Hampton County.

## Demografie
Bij de volkstelling in 2000 werd het aantal inwoners vastgesteld op 2837.
In 2006 is het aantal inwoners door het United States Census Bureau geschat op 2786, een daling van 51 (-1,8%).

## Geografie
Volgens het United States Census Bureau beslaat de plaats een oppervlakte van
11,7 km², geheel bestaande uit land. Hampton ligt op ongeveer 16 m boven zeeniveau.

## Plaatsen in de nabije omgeving
De onderstaande figuur toont nabijgelegen plaatsen in een straal van 16 km rond Hampton.